# Reynoutria
Reynoutria Houtt., 1777 è un genere di piante angiosperme della famiglia Polygonaceae.

## Tassonomia
Il genere comprende le seguenti specie:
- Reynoutria × bohemica Chrtek & Chrtková
- Reynoutria ciliinervis (Nakai) Moldenke
- Reynoutria compacta (Hook.f.) Nakai
- Reynoutria forbesii (Hance) T.Yamaz.
- Reynoutria japonica Houtt.
- Reynoutria multiflora (Thunb.) Moldenke
- Reynoutria sachalinensis (F.Schmidt) Nakai